# Merrahøi
De Merrahøi is een berg behorende bij de gemeenten Lom en Luster in de provincie Oppland in Noorwegen. De berg, gelegen in Nationaal park Jotunheimen, heeft een hoogte van 1727 meter.
De Merrahøi is onderdeel van het gebergte Jotunheimen.